# Accepted Frewen
Accepted Frewen (1588-1664) est un ecclésiastique anglican.
Il est évêque de Lichfield et Coventry de 1644 à 1660, puis archevêque d'York de 1660 à sa mort.